# Lissonota densata
Lissonota densata là một loài tò vò trong họ Ichneumonidae.